# Libanon
Libanon (arabsko لُبْنَان, latinizirano: lubnān, libanonsko arabska izgovorjava: [lɪbˈneːn]; francosko Liban), uradno Libanonska republika (arabsko الجمهورية اللبنانية) je je država v zahodni Aziji. Leži med Sirijo na severu in vzhodu ter Izraelom na jugu, medtem ko Ciper leži na zahodu čez Sredozemsko morje; njegova lega na stičišču sredozemskega bazena in arabskega zaledja je prispevala k njegovi bogati zgodovini in oblikovala kulturno identiteto verske raznolikosti. Libanon zahteva tudi vrnitev zemljišč južno od vasi Šeba, ki so del Golanske planote pod izraelsko zasedbo.
Je del regije Levant na Bližnjem vzhodu. V Libanonu živi več kot pet milijonov ljudi in pokriva površino 10.452 kvadratnih kilometrov, zaradi česar je druga najmanjša država v celinski Aziji. Uradni jezik države je arabščina, uradno pa je priznana tudi francoščina; libanonska arabščina se uporablja poleg sodobne standardne arabščine po vsej državi.

## Izvor imena
Država je dobila ime po pogorju Libanon. Ime gore izvira iz feničanskega korena lbn (𐤋𐤁𐤍) kar pomeni "bel", očitno zaradi njenih zasneženih vrhov.
Ime se pojavi v različnih besedilih srednje bronaste dobe iz knjižnice Ebla in treh od dvanajstih plošč Ep o Gilgamešu. Ime je v staroegipčanščini zapisano kot Rmnn (𓂋𓏠𓈖𓈖𓈉), kjer je R pomenilo za Kanaance L. Ime se v hebrejski Bibliji pojavi skoraj 70-krat kot לְבָנוֹן.
Libanon kot ime upravne enote (v nasprotju z gorovjem), ki je bilo uvedeno z osmanskimi reformami leta 1861, kot gora Libanon Mutasarrifate (arabsko متصرفية جبل لبنان; turško Cebel-i Lübnan Mutasarrıflığı), se je nadaljevalo v ime države Veliki Libanon (arabsko دولة لبنان الكبير, latinizirano: Dawlat Lubnān al-Kabīr; francosko État du Grand Liban) leta 1920 in sčasoma v imenu suverene Republike Libanon (arabsko الجمهورية اللبنانية, latinizirano: al-Jumhūrīyah al-Lubnānīyah) po osamosvojitvi leta 1943.

## Zgodovina
Meje sodobnega Libanona so rezultat Sevreške mirovne pogodbe iz leta 1920. Njegovo ozemlje je bilo v jedru kanaanskih (feničanskih) mestnih držav bronaste dobe. Kot del Levanta je bil del številnih zaporednih kraljestev ali cesarstev skozi starodavno zgodovino, vključno z egiptovskim, asirskim, babilonskim, ahemenidskim, helenističnim, rimskim in sasanidskim cesarstvom.
Po muslimanskem osvajanju Levanta v 7. stoletju je bilo del Rašidunskega, Omajadskega, abasidskega Seldžuškega in Fatimidskega kalifata. Križarska država grofije Tripoli, ki jo je leta 1102 ustanovil Rajmond IV. Touluški, je obsegala večino današnjega Libanona, leta 1289 je pripadla mameluškemu sultanatu in leta 1516 nazadnje Osomanskemu cesarstvu. Z razpadom slednjega je Veliki Libanon leta 1920 padel pod francoski mandat, leta 1943 pa je postal neodvisen pod predsednikom Becharo El Khouryjem. Zgodovino Libanona od osamosvojitve so zaznamovala izmenjujoča se obdobja relativne politične stabilnosti in blaginje, ki je temeljila na Bejrutovem položaj regionalnega središča za finance in trgovino, prepreden s političnimi pretresi in oboroženimi spopadi (1948 arabsko-izraelska vojna, libanonska državljanska vojna 1975–1990, 2005 Cedra revolucija, 2006 libanonska vojna, 2007 libanonski konflikt, 2006–08 libanonski protesti, 2008 konflikt v Libanonu, posledica sirske državljanske vojne 2011 in libanonski protesti 2019–20).

### Antični Libanon
Dokazi, ki segajo v zgodnjo naselitev v Libanonu, so bili najdeni v Biblosu, ki velja za eno najstarejših stalno naseljenih mest na svetu. Dokazi segajo prej kot 5000 pr. n. št. Arheologi so odkrili ostanke prazgodovinskih koč z zdrobljenimi apnenčastimi tlemi, primitivnim orožjem in pogrebnimi vrči, ki so jih zapustile ribiške skupnosti iz neolitika in bakrene dobe, ki so živele na obali Sredozemskega morja pred več kot 7000 leti.
Libanon je bil del severnega Kanaana in je posledično postal domovina kanaanskih potomcev, Feničanov, pomorščakov, ki so se v 1. tisočletju pr. n. št. razširili po Sredozemlju. Najvidnejša feničanska mesta so bila Biblos, Sidon in Tir, njihovi najbolj znani koloniji pa Kartagina v današnji Tuniziji in Cádiz v današnji Španiji. Feničanom pripisujejo izum najstarejše preverjene abecede, ki je kasneje navdihnila grško abecedo in zatem latinico. Mesta v Feniciji je leta 539 pr. n. št. vključil Kir Veliki v perzijsko Ahemenidsko cesarstvo. Feničanske mestne države so bile kasneje vključene v cesarstvo Aleksandra Velikega po obleganju Tira leta 332 pr. n. št..
Leta 64 pred našim štetjem je rimski general Pompej Veliki dal območje Sirije priključiti Rimski republiki. Regija je bila nato razdeljena na dve cesarski provinci pod Rimskim cesarstvom, Kelesirija in Fenicija, del slednje je bila dežela današnjega Libanona.

### Srednjeveški Libanon
Regija, ki je zdaj Libanon, je tako kot preostala Sirija in večji del Anatolije postala glavno središče krščanstva v Rimskem cesarstvu med zgodnjim širjenjem vere. V poznem 4. in zgodnjem 5. stoletju je puščavnik po imenu Maron ustanovil samostansko tradicijo, osredotočeno na pomen monoteizma in asketizma, blizu sredozemske gorske verige, znane kot gora Libanon. Menihi, ki so sledili Maronu, so njegove nauke širili med Libanonce v regiji. Ti kristjani so postali znani kot maroniti in so se preselili v gore, da bi se izognili verskemu preganjanju rimskih oblasti. Med pogostimi rimsko-perzijskimi vojnami, ki so trajale več stoletij, so sasanidski Perzijci od leta 619 do 629 zasedli današnji Libanon.
V 7. stoletju so muslimanski Arabci osvojili Sirijo in vzpostavili nov režim, ki je nadomestil Bizantince. Čeprav sta bila islam in arabščina uradno prevladujoča v tem novem režimu, se je splošno prebivalstvo kljub temu le postopoma spreobrnilo iz krščanstva in sirskega jezika. Zlasti maronitska skupnost je kljub nasledstvu vladarjev v Libanonu in Siriji uspela ohraniti visoko stopnjo avtonomije.
Relativna (vendar ne popolna) izoliranost libanonskih gora je pomenila, da so gore služile kot zatočišče v času verskih in političnih kriz v Levantu. Kot take so gore pokazale versko raznolikost in obstoj več dobro uveljavljenih sekt in religij, zlasti maroniti, druzi, šiitski muslimani, ismailci, alaviti in jakobiti.
V 11. stoletju se je iz veje šiitskega islama pojavila religija Druzov. Nova vera je dobila privržence v južnem delu gore Libanon. Južnemu delu gore Libanon so do zgodnjega 14. stoletja vladale fevdalne družine Druzi. Maronitsko prebivalstvo se je postopoma povečevalo v severnem gorskem Libanonu, Druzi pa so ostali v južnem gorskem Libanonu do moderne dobe. Keservanu, Jabal Amelu in dolini Beka so vladale šiitske fevdalne družine pod Mameluki in Osmanskim cesarstvom. Večja mesta na obali, Sidon, Tir, Ako, Tripoli, Bejrut in druga, so neposredno upravljali muslimanski kalifi, ljudje pa so postali bolj prevzeti z arabsko kulturo.
Po padcu rimske Anatolije pod muslimanske Turke so Bizantinci v 11. stoletju poklicali papeža v Rim za pomoč. Rezultat je bil niz vojn, znanih kot križarske vojne, ki so jih začeli Franki iz zahodne Evrope, da bi si povrnili nekdanja bizantinska krščanska ozemlja v vzhodnem Sredozemlju, zlasti Sirijo in Palestino (Levant). Prva križarska vojna je uspela začasno ustanoviti Jeruzalemsko kraljestvo in grofijo Tripoli kot rimskokatoliške krščanske države vzdolž obale. Te križarske države so trajno vplivale na regijo, čeprav je bil njihov nadzor omejen, regija pa se je po dveh stoletjih po osvojitvi s strani Mamelukov vrnila pod popoln muslimanski nadzor.
Med najtrajnejšimi posledicami križarskih vojn na tem območju je bil stik med Franki (tj. Francozi) in maroniti. Za razliko od večine drugih krščanskih skupnosti v vzhodnem Sredozemlju, ki so prisegle Konstantinoplu ali drugim lokalnim patriarhom, so maroniti razglasili zvestobo papežu v Rimu. Kot take so jih Franki videli kot rimskokatoliške brate. Ti začetni stiki so vodili do stoletne podpore maronitov iz Francije in Italije, tudi po padcu križarskih držav v regiji.

### Osmanski Libanon
V tem obdobju je bil Libanon razdeljen na več provinc: severna in južna gora Libanon, Tripoli, Baalbek in dolina Beka ter Jabal Amil.
V južnem Libanonu je leta 1590 Fahredin Al Maan II. postal naslednik Korkmaza. Kmalu je vzpostavil svojo oblast kot vrhovni princ Druzov na območju Shouf v gori Libanon. Sčasoma je bil Fahredin Al Maan II. imenovan za Sandžak-bega (guvernerja) več osmanskih podprovinc, odgovoren za pobiranje davkov. Razširil je svoj nadzor nad precejšnjim delom gore Libanon in njegovega obalnega območja ter celo zgradil utrdbo vse do Palmire. To pretiravanje je sčasoma postalo preveč za osmanskega sultana Murata IV., ki je leta 1633 poslal kaznovalno ekspedicijo, da bi ga ujel. Odpeljali so ga v Konstantinopel, kjer so ga zadržali dve leti in nato aprila 1635 usmrtili skupaj z enim od njegovih sinov. Preživeli člani Fahredin Al Maanove družine so do konca 17. stoletja vladali zmanjšanemu območju pod tesnejšim osmanskim nadzorom.
Po smrti zadnjega emirja Maana so različni člani klana Šihab vladali gori Libanon do leta 1830. Odnos med Druzi in kristjani v Libanonu sta zaznamovala harmonija in mirno sožitje s prijateljskimi odnosi med obema skupinama, ki so prevladovali skozi zgodovino, razen v nekaterih obdobjih, vključno z državljansko vojno v Libanonu leta 1860; med nasiljem med skupnostmi leta 1860 so Druzi ubili približno 10.000 kristjanov. Kmalu zatem je emirat gorskega Libanona, ki je trajal približno 400 let, zamenjal gorski libanonski mutasarifat, kot rezultat evropsko-osmanske pogodbe, imenovane Règlement Organique. Mutasarrifate gorski Libanon (1861–1918, arabsko متصرفية جبل لبنان; turško Cebel-i Lübnan Mutasarrıflığı) je bila ena od pododdelkov Osmanskega cesarstva po reformi Tanzimata. Po letu 1861 je obstajala avtonomna gora Libanon s krščanskim mutasarrıfom, ki je bila ustvarjena kot domovina za maronite pod evropskim diplomatskim pritiskom po pokolih leta 1860. Maronitski katoličani in Druzi so ustanovili moderni Libanon v zgodnjem 18. stoletju prek vladajočega in družbenega sistema, znanega kot »maronitski-druzovski dualizem« v gorskem Libanonu Mutasarrifate. Dolini Baalbek in Beka ter Jabal Amelu so občasno vladale različne šiitske fevdalne družine, zlasti Al Ali Alsagheer v Jabal Amelu, ki je ostal na oblasti do leta 1865, ko so Osmani neposredno zavladali regiji. Youssef Bey Karam, libanonski nacionalist, je imel v tem obdobju pomembno vlogo pri osamosvojitvi Libanona.
Okoli 100.000 ljudi v Bejrutu in gorskem Libanonu je med prvo svetovno vojno umrlo od lakote.

### Francoski mandat
Leta 1920, po prvi svetovni vojni, je območje Mutasarifata skupaj z nekaterimi okoliškimi območji, ki so bila pretežno naseljena s šiiti in suniti, postalo del države Veliki Libanon pod mandatom za Sirijo in Libanon. [60] V prvi polovici leta 1920 je bilo libanonsko ozemlje razglašeno za del Arabskega kraljestva Sirije, vendar je francosko-sirska vojna kmalu povzročila arabski poraz in kapitulacijo Hašemitov.
1. septembra 1920 je Francija ponovno vzpostavila Veliki Libanon, potem ko je vladavina Moutasarrifiya odstranila več regij, ki so pripadale Kneževini Libanon, in jih dala Siriji. Libanon je bil večinoma krščanska država (večinoma maronitsko ozemlje z nekaterimi grškimi pravoslavnimi enklavami), vendar je vključevala tudi območja, kjer je bilo veliko muslimanov in Druzov. 1. septembra 1926 je Francija ustanovila Libanonsko republiko. 25. maja 1926 je bila sprejeta ustava, ki je vzpostavila demokratično republiko s parlamentarnim sistemom vladanja.
Libanon je pridobil določeno mero neodvisnosti, medtem ko je Francijo okupirala Nemčija. General Henri-Fernand Dentz, visoki komisar Vichyja za Sirijo in Libanon, je igral pomembno vlogo pri neodvisnosti države. Oblasti iz Vichyja so leta 1941 Nemčiji dovolile premik letal in zalog preko Sirije v Irak, kjer so jih uporabili proti britanskim silam. Združeno kraljestvo je v strahu, da bo nacistična Nemčija pridobila popoln nadzor nad Libanonom in Sirijo s pritiskom na šibko vichyjevsko vlado, poslalo svojo vojsko v Sirijo in Libanon.
Po koncu spopadov v Libanonu je območje obiskal general Charles de Gaulle. Pod političnim pritiskom znotraj in zunaj Libanona je de Gaulle priznal neodvisnost Libanona. 26. novembra 1941 je general Georges Catroux napovedal, da bo Libanon postal neodvisen pod oblastjo svobodne francoske vlade. Leta 1943 so bile volitve in 8. novembra 1943 je nova libanonska vlada enostransko odpravila mandat. Francozi so se odzvali z zaprtjem nove vlade. Ob mednarodnem pritisku so Francozi vladne uradnike izpustili 22. novembra 1943. Zavezniki so regijo zasedli do konca druge svetovne vojne.

### Neodvisnost od Francije do danes
Ustava sodobnega Libanona, sprejeta leta 1926, je določila porazdelitev politične moči med različne verske skupine.
Libanon je postal samostojen leta 1943, francoske sile pa so se iz njega umaknile leta 1946. Zgodovino samostojnega Libanona zaznamujejo izmenjujoča se obdobja politične stabilnosti in nemirov, v tem času pa je Bejrut postal regionalno finančno in trgovinsko središče, imenovan tudi »Pariz Bližnjega vzhoda«. Svojo vlogo je obdržal do izbruha libanonske državljanske vojne.
Po arabsko-izraelski vojni leta 1948 je Libanon postal zatočišče več kot 110.000 Palestincev, ki so tja pribežali iz Izraela. Nov val palestinskih beguncev je prispel po arabsko-izraelski vojni leta 1967 in jordanski državljanski vojni. Do leta 1975 se je njihovo število pod vodstvom Palestinske osvobodilne organizacije pod vodstvom Jaserja Arafata povzpelo na 300.000. Od začetka 1970-ih je navzočnost vse večjega števila palestinskih beguncev postajala problem, aprila 1975 pa je državljanska vojna izbruhnila z vso silo.
Izraelske sile so vkorakale v Libanon marca 1978 in se pod pritiski OZN umaknile konec istega leta, PLO pa je iz oporišč na jugu Libanona nadaljevala z raketnimi in topniškimi napadi na izraelsko ozemlje. Zaradi državljanske vojne v tem času v Libanonu ni bilo učinkovite osrednje oblasti.
Leta 1982 je Izrael sprožil obsežen napad na Libanon in zasedel vsa ozemlja južno od Bejruta. V času izraelske zasedbe se je zgodil pokol v taboriščih Sabra in Šatila, ki so ga izvedle falangistične milice pod vodstvom Elie Hobeika, medtem ko so izraelske sile varovale vhod v taborišča.
Mednarodne sile so prispele v Bejrut 20. avgusta 1982, da bi nadzorovale umik PLO iz Libanona, po posredovanju ZDA pa je sledil umik sirskih sil in palestinskih borcev iz Bejruta. V tem obdobju je prišlo do radikalizacije med različnimi strujami v državi. Leta 1982 je iz ohlapne koalicije šiitskih skupin nastal Hezbolah.
Sporazum iz Taifa iz leta 1989 je pomenil začetek konca vojne. Ocenjuje se, da je med šestnajstletno državljansko vojno izgubilo življenje okoli 100.000 oseb, nadaljnjih 100.000 pa je invalidnih zaradi poškodb. 22. maja 2000 so se izraelske sile skladno z resolucijo Varnostnega sveta OZN številka 425 umaknile iz juga Libanona. 19. oktobra 2004 je Varnostni svet OZN soglasno sprejel odločitev, s katero od Sirije zahteva umik enot iz Libanona.
Veliko škode, povzročene v državljanski vojni, je odpravljene, številni tuji investitorji in turisti so se vrnili v Libanon. Libanonska družba na splošno uživa več svobode kot kjerkoli drugje v arabskem svetu, kljub temu pa ostajajo napetosti med različnimi strujami ter bojazen pred sirskim in drugimi tujimi vplivi.
Po atentatu na nekdanjega predsednika vlade Rafika Haririja februarja 2005 je prišlo do množičnih demonstracij v Bejrutu, sirske enote so se zaradi zunanjih pritiskov pričele umikati iz države in obstaja negotovost, ali ne bo prišlo do ponovnih spopadov med proti- in prosirskimi sektami.

## Geografija
Libanon leži v zahodni Aziji med 33° in 35° S ter 35° in 37° V. Njegovo ozemlje se razprostira na severozahodnem delu Arabske plošče.
Površina države je 10.452 kvadratnih kilometrov, od tega je 10.230 kvadratnih kilometrov kopnega. Libanon ima obalo in mejo 225 kilometrov na Sredozemskem morju na zahodu, 375 kilometrov meje s Sirijo na severu in vzhodu in 79 kilometrov dolgo mejo z Izraelom do jug. Libanon je v sporu za mejo z Golanskim višavjem, ki jo zaseda Izrael, na majhnem območju, imenovanem Shebaa Farms.
Ozemlje Libanona lahko razdelimo na 5 geografskih enot, ki si sledijo v pasovih od zahoda proti vzhodu:
- obala Sredozemskega morja skupne dolžine 210 km; ozka in prekinjena obalna nižina se razteza od meje s Sirijo na severu, kjer se razširi in tvori nižino Akkar do Ras al-Naqoura na meji z Izraelom na jugu. Rodovitno obalno nižino sestavljajo morski sedimenti in rečne naplavine, ki se izmenjujejo s peščenimi zalivi in skalnatimi plažami.
- priobalni pas širine med 2 in 3 km,
- gorska veriga Libanonsko gorovje dolžine 160 km. Libanonsko gorovje se strmo dviga vzporedno s sredozemsko obalo in tvori greben iz pnenca in peščenjaka, ki se razteza čez večino dolžine države. Širina pogorja se spreminja med 10 km in 56 km; izrezujejo ga ozke in globoke soteske. Libanonsko gorovje dosega vrh na 3088 metrih nadmorske višine v Qurnatu as Sawda' v severnem Libanonu in se postopoma spušča proti jugu, preden se ponovno dvigne do višine 2695 metrov v gori Sannine.
- dolina Beka; dolina Beka leži med libanonskim gorovjem na zahodu in antilibanonskim pogorjem na vzhodu; je del sistema Velikega tektonskega jarka. Dolina je dolga 180 km in široka od 10 do 26 km, njena rodovitna prst je sestavljena iz aluvialnih nanosov.
- gorska veriga Antilibanon, kjer poteka meja s Sirijo; Antilibanonsko pogorje poteka vzporedno z libanonskim gorovjem, njegov najvišji vrh je na gori Hermon na 2814 metrih.

Libanonsko gorovje odmakajo sezonski hudourniki in reke, med katerimi je najpomembnejša 145 kilometrov dolga reka Leontes, ki izvira v dolini Beka zahodno od Baalbeka in se izliva v Sredozemsko morje severno od Tira. Libanon ima 16 rek, od katerih so vse neplovne; 13 rek izvira iz Libanonskega gorovja in tečejo skozi strme soteske v Sredozemsko morje, ostale tri izvirajo v dolini Beka.
Libanon ima zmerno sredozemsko podnebje. V obalnih območjih so zime na splošno hladne in deževne, medtem ko so poletja vroča in vlažna. Na bolj dvignjenih območjih temperature pozimi običajno padejo pod ledišče z močno snežno odejo, ki ostane do zgodnjega poletja na višjih vrhovih gora. Čeprav večina Libanona prejme razmeroma veliko količino padavin, če jo merimo letno v primerjavi z njegovo sušno okolico, nekatera območja v severovzhodnem Libanonu prejmejo le malo zaradi padavinske sence, ki jo ustvarjajo visoki vrhovi zahodnega gorovja.

### Okolje
V starih časih je bil Libanon prekrit z obsežnimi gozdovi cedre, državnega simbola države. Tisočletja krčenja gozdov so spremenila hidrologijo v Libanonskem gorovju in neugodno spremenila regionalno podnebje. Leta 2012 so gozdovi pokrivali 13,4 % libanonskega ozemlja; nenehno jih ogrožajo gozdni požari, ki jih povzroča dolga sušna poletna sezona.
Zaradi dolgotrajnega izkoriščanja je v gozdovih v Libanonu ostalo le nekaj starih ceder, a obstaja aktiven program za ohranjanje in obnovo gozdov. Libanonski pristop poudarja naravno regeneracijo namesto sajenja z ustvarjanjem pravih pogojev za kalitev in rast. Libanonska država je ustvarila več naravnih rezervatov, ki vsebujejo cedre, vključno z biosfernim rezervatom Shouf, rezervatom cedre Jaj, rezervatom Tannourine, rezervatoma Ammouaa in Karm Shbat v okrožju Akkar ter Gozdom božjih ceder blizu Bšarija. Libanon je imel leta 2019 povprečno oceno indeksa celovitosti gozdne krajine 3,76/10, kar ga je uvrstilo na 141. mesto med 172 državami.
Ministrstvo za okolje je leta 2010 določilo 10-letni načrt povečanja državne gozdnatosti za 20 %, kar je enako zasaditvi dveh milijonov novih dreves vsako leto. Načrt, ki ga je financirala Agencija Združenih držav za mednarodni razvoj (USAID), izvaja pa Zavod za gozdove ZDA (USFS) prek Libanonske pobude za ponovno pogozdovanje (LRI), je bil slovesno uveden leta 2011 s sajenjem cedre, bora, divjega mandlja, brina, jelke, hrasta in drugih, v desetih regijah okrog Libanona. Leta 2016 so gozdovi pokrivali 13,6 % Libanona, druga gozdnata zemljišča pa so predstavljala nadaljnjih 11 %. Od leta 2011 je bilo v okviru Libanonske pobude za pogozdovanje (LRI) po vsej državi posajenih več kot 600.000 dreves, vključno s cedrami in drugimi avtohtonimi vrstami.
Libanon vsebuje dve kopenski ekoregiji: vzhodnosredozemske iglasto sklerofilno širokolistne gozdove in južne anatolske gorske iglavce in listnate gozdove.
Bejrut in Libanon se soočata s hudo krizo s smetmi. Po zaprtju odlagališča Bourj Hammoud leta 1997 je vlada leta 1998 odprla odlagališče al-Naameh. Načrtovano je bilo, da bo odlagališče al-Naameh vsebovalo 2 milijona ton odpadkov za omejeno obdobje največ šestih let. Zasnovano je bilo kot začasna rešitev, medtem ko bi vlada pripravila dolgoročni načrt. Šestnajst let kasneje je bil al-Naameh še vedno odprt in je presegel svojo zmogljivost za 13 milijonov ton. Julija 2015 so tamkajšnji prebivalci, ki so protestirali že v zadnjih letih, izsilili zaprtje odlagališča. Neučinkovitost vlade in korupcija znotraj podjetja za ravnanje z odpadki Sukleen, ki je odgovorno za ravnanje s smetmi v Libanonu, sta povzročila, da so kupi smeti blokirali ulice v Libanonu in Bejrutu.
Decembra 2015 je libanonska vlada podpisala sporazum s podjetjem Chinook Industrial Mining, delno v lasti podjetja Chinook Sciences, o izvozu več kot 100.000 ton neobdelanih odpadkov iz Bejruta in okolice. Odpadki so se kopičili na začasnih lokacijah, potem ko je vlada zaprla največje odlagališče v okrožju. Pogodbo smo podpisali skupaj s podjetjem Howa International, ki ima pisarne na Nizozemskem in v Nemčiji. Pogodba naj bi stala 212 dolarjev na tono. Odpadke, ki so stisnjeni in kužni, bi bilo treba sortirati in bi bilo ocenjeno, da zadostujejo za polnjenje 2000 zabojnikov. Prvotna poročila, da naj bi odpadke izvozili v Sierro Leone, so diplomati zanikali.
Februarja 2016 se je vlada umaknila iz pogajanj, potem ko se je razkrilo, da so bili dokumenti v zvezi z izvozom smeti v Rusijo ponaredki. 19. marca 2016 je kabinet ponovno odprl odlagališče Naameh za 60 dni v skladu z načrtom, ki ga je sprejel nekaj dni prej, da bi končal krizo s smeti. Načrt predvideva tudi vzpostavitev odlagališč v Bourj Hammoudu in Costa Bravi, vzhodno oziroma južno od Bejruta. Tovornjaki Sukleen so začeli odvažati nakopičene smeti iz Karantine in se odpravljati v Naameh. Minister za okolje Mohammad Machnouk je med klepetom z aktivisti sporočil, da je bilo do te točke v samo 24 urah zbranih več kot 8000 ton smeti kot del vladnega načrta za smeti. Izvedba načrta je bila po zadnjem poročilu v teku. Human Rights Watch je leta 2017 ugotovil, da kriza s smetmi v Libanonu in še posebej sežiganje odpadkov na prostem predstavljata tveganje za zdravje prebivalcev in kršita obveznosti države po mednarodnem pravu.
Septembra 2018 je libanonski parlament sprejel zakon, ki prepoveduje odprto odlaganje in sežiganje odpadkov. Kljub kaznim, določenim v primeru kršitev, libanonske občine odkrito sežigajo odpadke in s tem ogrožajo življenja ljudi. Oktobra 2018 so raziskovalci Human Rights Watch bili priča odprtemu sežigu odlagališč v al-Qantari in Qabrikhi.
V nedeljo, 13. oktobra 2019 ponoči, je po podatkih libanonske civilne zaščite izbruhnil niz približno 100 gozdnih požarov, ki so se razširili na velika območja libanonskih gozdov. Libanonski premier Saad Al-Hariri je potrdil stik s številnimi državami za pošiljanje pomoči s helikopterji in gasilskimi letali, Ciper, Jordanija, Turčija in Grčija so sodelovali pri gašenju požara. Po poročanju medijev v torek (15. oktobra) se je zaradi deževja požar na različnih mestih zmanjšal.
| Največja mesta države Libanon Vir? | Največja mesta države Libanon Vir? | Največja mesta države Libanon Vir? | Največja mesta države Libanon Vir? | Največja mesta države Libanon Vir? | Največja mesta države Libanon Vir? | Največja mesta države Libanon Vir? | Največja mesta države Libanon Vir? | Največja mesta države Libanon Vir? | Največja mesta države Libanon Vir? |
|                                    | Rang                               |                                    | Guvernat                           | Preb.                              | Rang                               |                                    | Guvernat                           | Preb.                              |                                    |
| ---------------------------------- | ---------------------------------- | ---------------------------------- | ---------------------------------- | ---------------------------------- | ---------------------------------- | ---------------------------------- | ---------------------------------- | ---------------------------------- | ---------------------------------- |
| Bejrut Tripoli                     | 1                                  | Bejrut                             | Bejrut                             | 1.916.100                          | 11                                 | Nabatieh                           | Nabatieh                           | 50.000                             | Jounieh Zahlé                      |
| Bejrut Tripoli                     | 2                                  | Tripoli                            | Severni                            | 1.150.000                          | 12                                 | Zgharta                            | Severni                            | 45.000                             | Jounieh Zahlé                      |
| Bejrut Tripoli                     | 3                                  | Jounieh                            | Libanonske gore                    | 450.000                            | 13                                 | Bint DŽbeil                        | Nabatieh                           | 30.000                             | Jounieh Zahlé                      |
| Bejrut Tripoli                     | 4                                  | Zahlé                              | Beka                               | 130.000                            | 14                                 | Bšari                              | Severni                            | 25.000                             | Jounieh Zahlé                      |
| Bejrut Tripoli                     | 5                                  | Sidon                              | Južni                              | 110.000                            | 15                                 | Baakleen                           | Libanonske gore                    | 20.000                             | Jounieh Zahlé                      |
| Bejrut Tripoli                     | 6                                  | Alej                               | Libanonske gore                    | 100.000                            |                                    |                                    |                                    |                                    | Jounieh Zahlé                      |
| Bejrut Tripoli                     | 7                                  | Tir                                | Južni                              | 85.000                             |                                    |                                    |                                    |                                    | Jounieh Zahlé                      |
| Bejrut Tripoli                     | 8                                  | Biblos                             | Libanonske gore                    | 80.000                             |                                    |                                    |                                    |                                    | Jounieh Zahlé                      |
| Bejrut Tripoli                     | 9                                  | Baalbek                            | Baalbek-Hermel                     | 70.000                             |                                    |                                    |                                    |                                    | Jounieh Zahlé                      |
| Bejrut Tripoli                     | 10                                 | Batroun                            | Severni                            | 55.000                             |                                    |                                    |                                    |                                    | Jounieh Zahlé                      |

### Prebivalstvo
V Libanonu živijo pripadniki več verstev: kristjani, muslimani (suniti, šiiti, alaviti), Druzi in ostali. Zaradi politične občutljivosti uradnega popisa ni bilo že od leta 1932, predvideva se, da je muslimanov približno 60 %, ostalo so kristjani. Med slednjimi je največ Maronitov, sledijo pripadniki grške pravoslavne, grške katoliške, armenske pravoslavne in armenske katoliške cerkve, najmanj pa je protestantov. Kurdov je manj kot 1 %. Maloštevilna judovska skupnost se je izselila ob izbruhu državljanske vojne. V tujini živi okoli 20 milijonov libanonskih izseljencev, predvsem kristjanov. Med uradne prebivalce Libanona ne štejejo med 160.000 in 225.000 palestinskih beguncev, ki so se v državo zatekli med izraelsko-arabskimi vojnami in ne uživajo vseh državljanskih pravic.

### Upravne enote
Libanon je razdeljen na devet guvernatov (muḥāfaẓāt, arabsko محافظات; ednina muḥāfaẓah, arabsko محافظة), ki so nadalje razdeljeni na petindvajset okrožij (aqdyah, arabsko أقضية; ednina: qadāʾ arabsko قضاء). Sami okraji so prav tako razdeljeni na več občin, od katerih vsaka obsega skupino mest ali vasi. Gubernije in njihova okrožja so navedena spodaj:
| Guvernat        | Arabsko ime    | Glavno mesto | ISO code | Površina (km2) | Prebivalstvo (2022) | Trenutni guverner   |
| --------------- | -------------- | ------------ | -------- | -------------- | ------------------- | ------------------- |
| Akkar           | عكار           | Halba        | LB-AK    | 776            | 432.000             | Imad Labaki         |
| Baalbek-Hermel  | بعلبك - الهرمل | Baalbek      | LB-BH    | 3009           | 472.000             | Bachir Khodr        |
| Bejrut          | بيروت          | Bejrut       | LB-BA    | 18             | 419.000             | Marwan Abboud       |
| Beka            | البقاع         | Zahleh       | LB-BI    | 1271           | 540.000             | Kamal Abou Jaoudeh  |
| Keserwan-Jbeil  | كسروان - جبيل  | Jounieh      | N/A      | 722            | 300.000             | Pauline Deeb        |
| Libanonske gore | جبل لبنان      | Baabda       | LB-JL    | 1238           | 1.531.000           | Mohammed Al-Makkawi |
| Nabatieh        | النبطية        | Nabatije     | LB-NA    | 1058           | 391.000             | Mahmoud Al-Mawla    |
| Severni         | الشمال         | Tripoli      | LB-AS    | 1205           | 803.000             | Ramzi Nohra         |
| Južni           | الجنوب         | Sidon        | LB-JA    | 943            | 602.000             | Mansour Daw         |

Vsi guvernati razen Bejruta in Akkarja so razdeljeni na okrožja, ki so nadalje razdeljena na občine.

## Kultura
Kultura Libanona odseva dediščino različnih civilizacij, ki trajajo tisoče let. Prvotno domovina Kanaancev-Feničanov, nato pa so jo nato osvojili in zasedli Asirci, Perzijci, Grki, Rimljani, Arabci, Fatimidi, križarji, Osmanski Turki in nazadnje Francozi, je libanonska kultura prevzela tisočletja vseh teh skupin. Raznolika libanonska populacija, sestavljena iz različnih etničnih in verskih skupin, je dodatno prispevala k festivalom, glasbenim slogom in literaturi ter kulinariki v državi. Kljub etnični, jezikovni in verski raznolikosti Libanoncev si »deli skoraj skupno kulturo«. Libanonska arabščina se govori povsod, medtem ko so hrana, glasba in literatura globoko zakoreninjene »v širših sredozemskih in levantinskih normah«.

### Umetnost
V vizualni umetnosti je bil Moustafa Farroukh med najvidnejšimi libanonskimi slikarji 20. stoletja. Formalno se je izobraževal v Rimu in Parizu, v svoji karieri pa je razstavljal na prizoriščih od Pariza do New Yorka in Bejruta. Dejavnih je veliko več sodobnih umetnikov, kot je Walid Raad, sodobni medijski umetnik, ki živi v New Yorku. Na področju fotografije ima Arab Image Foundation zbirko več kot 400.000 fotografij iz Libanona in Bližnjega vzhoda. Fotografije si je mogoče ogledati v raziskovalnem centru, v Libanonu in po svetu pa so bili pripravljeni različni dogodki in publikacije za promocijo zbirke.

### Glasba
Medtem ko je tradicionalna ljudska glasba v Libanonu še vedno priljubljena, sodobna glasba, ki združuje zahodne in tradicionalne arabske sloge, pop in fusion, hitro napreduje v priljubljenosti. Libanonski umetniki, kot so Fairuz, Majida El Roumi, Wadih El Safi, Sabah, Julia Boutros ali Najwa Karam, so splošno znani in cenjeni v Libanonu in arabskem svetu. Radijske postaje vključujejo raznoliko glasbo, vključno s tradicionalno libanonsko, klasično arabsko, armensko ter sodobno francosko, angleško, ameriško in latinsko glasbo.

### Kuhinja
Libanonska kuhinja je podobna tistim v državah v vzhodnem Sredozemlju, kot so Sirija, Turčija, Grčija in Ciper. Libanonske nacionalne jedi so: 
- kibbe, mesna pita iz drobno mlete jagnjetine
- burgula (zdrobljene pšenice)
- tabbouleh, solata iz peteršilja, paradižnika in burgul pšenice.

Obroki v libanonskih restavracijah se začnejo s široko paleto mezze – majhnih slanih jedi, kot so pomake, solate in pecivo. Mezzi običajno sledi izbor mesa ali rib na žaru. Na splošno se obroki zaključijo z arabsko kavo in svežim sadjem, včasih pa bodo ponudili tudi izbor tradicionalnih sladkarij.